# 女人成仏本尊
女人成仏本尊（にょにんじょうぶつのほんぞん）は、新潟県佐渡市の妙宣寺に伝来する日蓮筆の法華曼荼羅。1271年-1274年（文永8年-11年）頃製作。
鎌倉に向かうため佐渡を離れる日蓮が千日尼に授与したという。高さ157センチ幅103センチほどの紙本墨書の大幅で、天井の高い仏堂内に掲げるために製作されたと考えられている。

## 参考資料
- 中尾尭、寺尾英智監修『図説 日蓮聖人と法華の至宝』同朋舎メディアプラン